# 耶瓦河

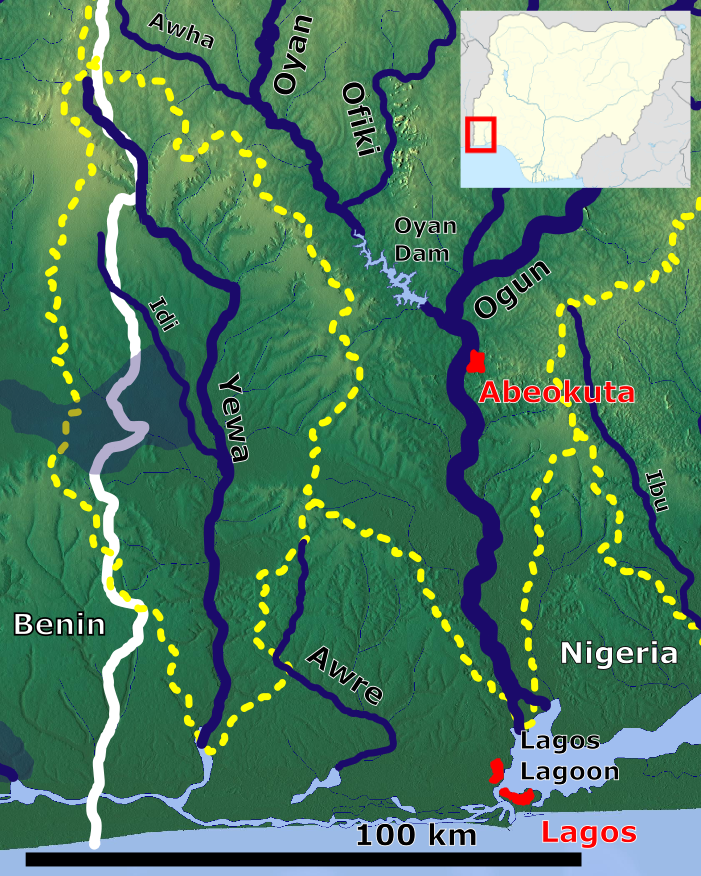

耶瓦河是西非的河流，位於貝寧和尼日利亞接壤的邊境，流域面積5,000平方公里，受熱帶氣候影響，河水用作伐木、採砂、捕魚等活動。